# ワシントン郡 (テネシー州)

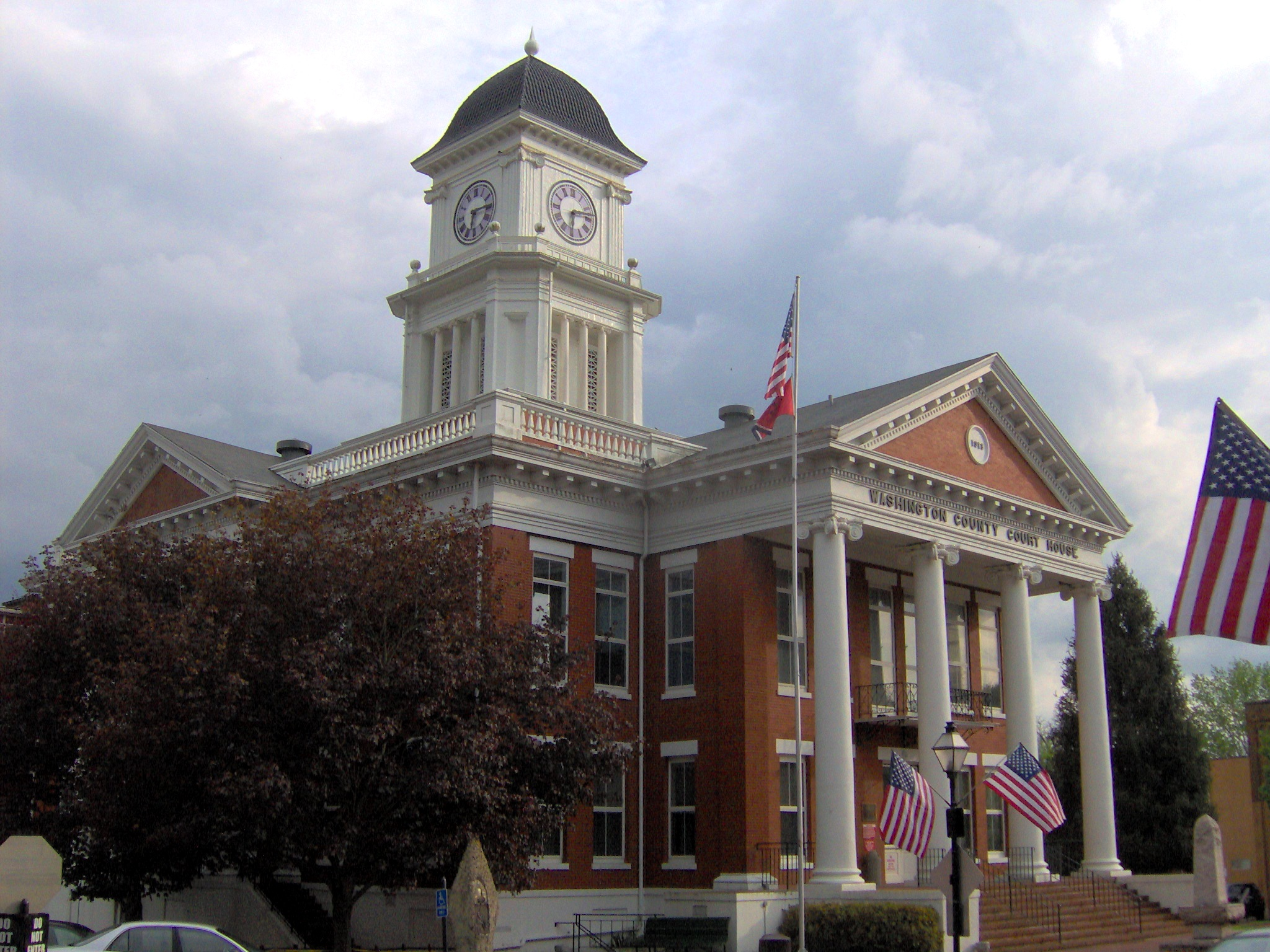
郡裁判所

ワシントン郡（Washington County）は、アメリカ合衆国テネシー州にある郡。人口は13万3001人（2020年）。郡庁所在地はジョーンズボロである。

## 地理

テネシー州内の位置

アメリカ合衆国統計局によると、この郡は総面積854 km2 (330 mi2) である。このうち845 km2 (326 mi2) が陸地で9 km2 (3 mi2) が水地域である。総面積の1.06%が水地域となっている。

## 人口動勢
2000年国勢調査で、この郡は人口107,198人、44,195世帯、及び29,478家族が暮らしている。人口密度は127/km2 (328/mi2) である。57/km2 (146/mi2) の平均的な密度に47,779軒の住宅が建っている。この郡の人種的な構成は白人93.72%、アフリカン・アメリカン3.82%、先住民0.24%、アジア0.73%、太平洋諸島系0.02%、その他の人種0.51%、及び混血0.97%である。ここの人口の1.38%はヒスパニックまたはラテン系である。
この郡内の住民は21.30%が18歳未満の未成年、18歳以上24歳以下が10.80%、25歳以上44歳以下が30.00%、45歳以上64歳以下が24.00%、及び65歳以上が13.90%にわたっている。中央値年齢は37歳である。女性100人ごとに対して男性は94.80人である。18歳以上の女性100人ごとに対して男性は91.70人である。
この郡内の世帯ごとの平均的な収入は33,116米ドルであり、家族ごとの平均的な収入は41,162米ドルである。男性は30,874米ドルに対して女性は21,485米ドルの平均的な収入がある。この郡の一人当たりの収入 (per capita income) は19,085米ドルである。人口の13.90%及び家族の10.20%は貧困線以下である。全人口のうち18歳未満の16.80%及び65歳以上の14.20%は貧困線以下の生活を送っている。

## 都市及び町
- ジョンソンシティ
- Jonesborough
- Gray
- Midway
- Oak Grove